# 三包一奖
三包一奖制度是中华人民共和国成立初期农业社对其所属生产队，实行包工、包产、包成本和超产奖励的生产责任制。所谓包产，是确定各生产队各项农作物或其他生产项目的单位面积产量和总产量，作为包产指标；在包产指标的前提下，按照各项作业的劳动定额和报酬标准，计算出完成包产任务所需要的劳动工作量及工分数，作为包工指标；在前两项确定之后，包成本，即计算各生产项目的原材料消耗定额和费用。承包者在接受以上三项承包任务以后，在年终结算时，对超产的生产队实行奖励，减产的生产队则酌情赔偿。完成包产指标的前提下，对人工和成本的节余或超支，都由生产队负责。三包一奖生产责任制的核心是，明确职责，赏罚分明，有利于处理集体与集体、集体与个人的经济利益关系，能较好地调动劳动积极性。